# Хорватский язык
Хорва́тский язы́к (hrvatski jezik) — официальный язык Хорватии, Боснии и Герцеговины (наряду с боснийским и сербским) и один из шести официальных языков автономного края Воеводины в составе Сербии. Кроме того, он является официальным в некоторых муниципалитетах австрийской федеральной земли Бургенланд. Является одним из 24 официальных языков Европейского союза.
Относится к славянской группе индоевропейской семьи языков. Имеет письменность на основе латинского алфавита и около 6,2 миллионов говорящих. Наука, изучающая хорватский язык, называется кроатистикой.

## Диалекты
Хорватский язык — часть сербскохорватского континуума. Хорватский язык объединяет литературный стандарт и территориальные диалекты. В число хорватских диалектных групп включают:
- штокавская группа диалектов — 57 % говорящих,
- кайкавская группа диалектов — 31 % говорящих,
- чакавская группа диалектов — 12 % говорящих.

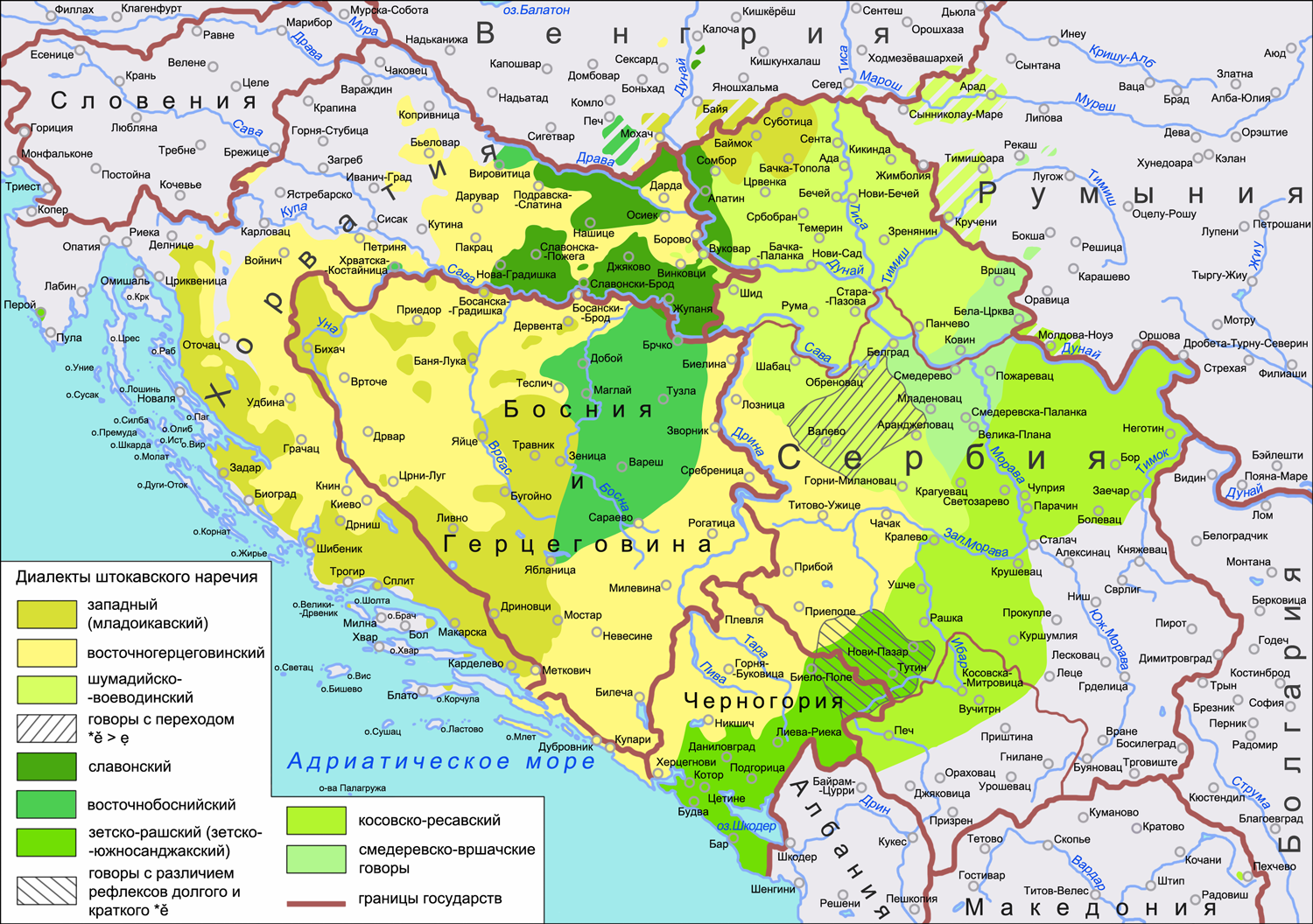
Карта диалектов штокавского наречия

Литературная норма хорватского языка базируется на говорах штокавского наречия (как и нормы сербского, боснийского и черногорского языков). К числу основных штокавских диалектов, отмечаемых на территории распространения хорватского этноса, относят:
- западный (младоикавский) диалект (подавляющее большинство носителей — хорваты)[3];
- восточногерцеговинский диалект;
- славонский диалект (подавляющее большинство носителей — хорваты)[4];
- восточнобоснийский диалект (в Боснии и Герцеговине, частично);
- зетско-южносанджакский диалект (небольшая группа хорватов на западе Истрии)[5];
- косовско-ресавский диалект (небольшая группа хорватов в Румынии, в основном носители говоров смедеревско-вршачшской группы)[6];
- шумадийско-воеводинский диалект (небольшие группы хорватов, в основном в области Срем)[7].

Кроме того, к хорватам-католикам относят себя небольшие группы носителей некоторых островных говоров торлакского наречия в Румынии (карашевцы), а также в Хорватии и в Косове (яневцы).

## Особенности литературной нормы
Хорватская литературная норма отличается от остальных норм, в основе которых лежит штокавское наречие — прежде всего, от сербской — по ряду признаков:
1. Различия в лексике: хорв. juha — серб. supa (čorba) «суп»; хорв. vlak — серб. voz «поезд»; хорв. uvjet — серб. uslov «условие» и т. п. Некоторая часть лексических дублетов различается только лишь на словообразовательном уровне, например, хорв. sudbeni — серб. sudski «судебный». Часть лексических различий образовалась благодаря традиционной для хорватов политике языкового пуризма, при которой интернационализмам сербского языка в хорватском противопоставлены славянские соответствия: хорв. glazba — серб. muzika «музыка»; хорв. streljivo — серб. municija «боеприпасы».
2. Преобладание иекавской (екавской) произносительной нормы.
3. Сохранение фонемы /h/: хорв. uho — серб. uvo «ухо».
4. Наличие ć на месте сербского сочетания št: хорв. opći — серб. opšti «общий»;
5. Сохранение склонения числительных в большей степени, чем в сербском: хорв. služiti dvama gospodarima — серб. služiti dva gospodara «служить двум господам».
6. Разный грамматической род некоторых лексем: хорв. osnova — серб. osnov «основа»; хорв. minuta — серб. minut «минута».
7. Разные формы собирательных числительных: в хорватском — на -ero (petero); в сербском — на -oro (petoro) «пятеро» и т. д.

## Письменность

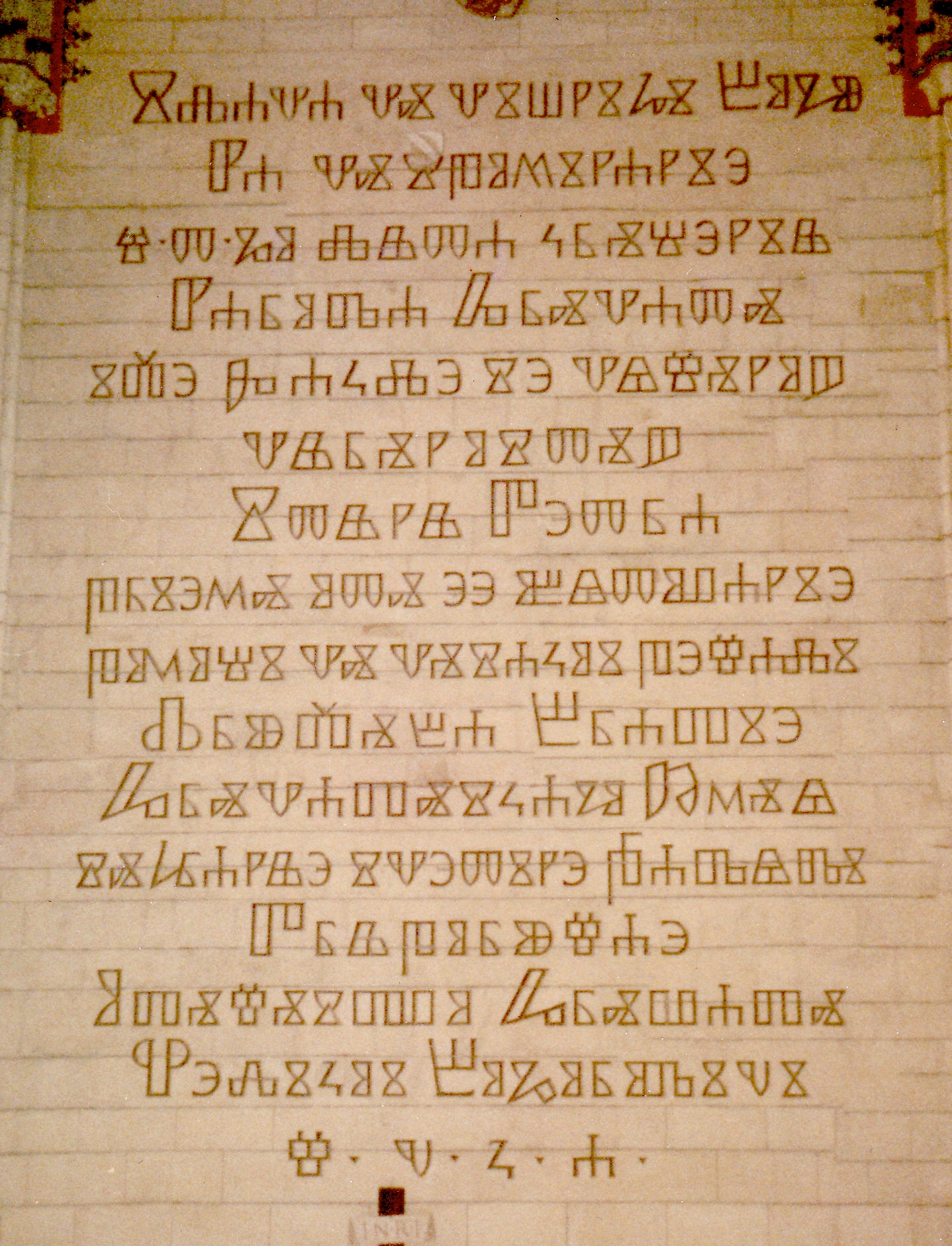
Надпись глаголицей в соборе Загреба

В основе современного хорватского алфавита (gajica) лежит латиница, он состоит из 27 букв и трёх диграфов (обычно также считающихся буквами):
| Буква | Хорватское название |       | Буква      | Хорватское название |    | Буква | Хорватское название |
| A a   | а                   | G g   | гэ         | O o                 | о  |       |                     |
| B b   | бэ                  | H h   | ха         | P p                 | пэ |       |                     |
| C c   | цэ                  | I i   | и          | R r                 | эр |       |                     |
| Č č   | чэ                  | J j   | й, йот, йу | S s                 | эс |       |                     |
| Ć ć   | че (мнеккэ)         | K k   | ка         | Š š                 | эш |       |                     |
| D d   | дэ                  | L l   | эл         | T t                 | тэ |       |                     |
| Dž dž | джэ                 | Lj lj | ле, эль    | U u                 | у  |       |                     |
| Đ đ   | дже (мнеккэ)        | M m   | эм         | V v                 | вэ |       |                     |
| E e   | э                   | N n   | эн         | Z z                 | зэ |       |                     |
| F f   | эф                  | Nj nj | не, энь    | Ž ž                 | жэ |       |                     |

## История

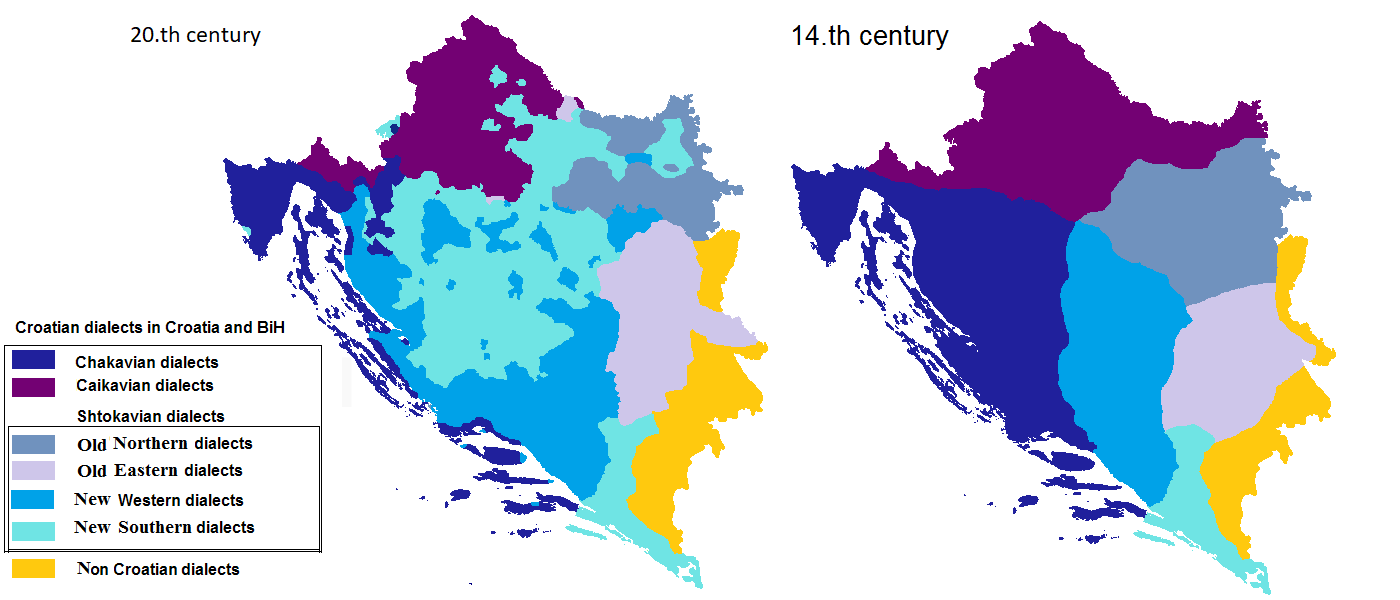
Схема исторических различий в распространении хорватских диалектов в XX и XIV веках

С конца IX века среди хорватов получил распространение старославянский язык, а также письменность в виде глаголицы. Число грамотных людей быстро растёт, тексты, как литургические так и светские, проникают с разной интенсивностью в общество. Развивается и народный язык, главным образом чакавский диалект.

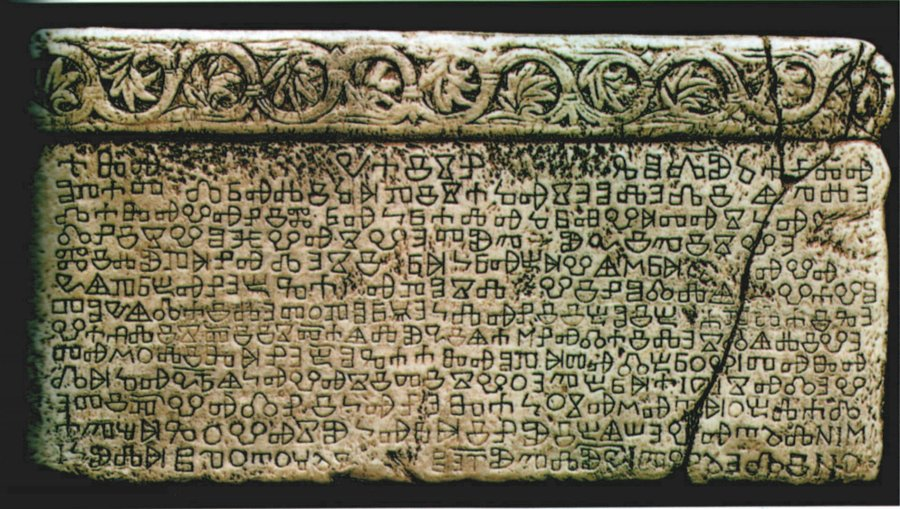
Башчанская плита (1100)

С одной стороны, развивался на чакавской основе хорватский извод церковнославянского языка, с другой стороны в начале XVI века получил распространение в юридической практике смешанный официальный язык.
Преобладание одной или другой формы языка зависело от многих факторов:
- сферы, для который писался текст;
- возраста памятника;
- места написания.

В средние века различают три типа литературного языка:
- хорватский извод церковнославянского языка;
- гибридный чакавско-церковнославянский язык;
- смешанный чакавско-кайкавский язык.

Самый древний памятник чакавского народного языка — Истарский развод 1275 года и Винодольский статут 1288 года.
Одним из самых значительных памятников хорватского извода церковнославянского языка является «Служебник князя Новака» из Лики 1368 года, и «Хрвоевский служебник» 1404 года. Последний написан под большим влиянием народных диалектов.

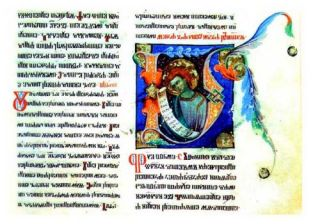
Текст на хорватском (1368)

Желая объединиться с сербами в языковом и литературном отношении, хорваты приняли в 1836 году реформу Вука Караджича (1787—1864), выбрали в качестве языкового стандарта штокавский диалект, но стали использовать не кириллицу Караджича, как сербы, а латинский алфавит чешского образца (с XV в. глаголица у хорватов постепенно вытеснялась латинской письменностью, своеобразной, но с определённым влиянием итальянской и немецкой орфографии). Хорватским деятелем объединения стал Людевит Гай (1809—1872). В 1850 году на встрече хорватских и сербских деятелей культуры в Вене было заключено соглашение о едином литературном языке. Так возникли два графических варианта литературного языка. Наиболее сильно мешало единству разное произношение старого славянского звука «ять»: большинство сербов произносят его как [э] (так называемое экавское произношение: пишется лес, река, произносится твёрдо), а хорваты как [’е], [йе] в кратком и [ийе] в долгом слоге (екавское произношение: пишется lijes, rijeka, так же и произносится). Екавское произношение было отражено в хорватском варианте единого литературного хорватскосербского языка.
В 1941—1945 годах правительство усташей проводило политику «очистки» хорватского языка от «сербизмов» и замены их искусственно созданными неологизмами (munjovoz, krilnik и т. д.). Большая часть этих неологизмов вышла из обихода сразу после окончания войны, однако различия между загребской и белградской литературными нормами сохранялись, что было особенно заметно в издаваемых в этих двух городах словарях, игнорировавших «не свою» лексику и фразеологию.
В XX веке, с притоком сельского населения в город, в литературный язык проникали областные и местные диалекты. В новых условиях языковая норма, основанная на языке Вука Караджича и народного эпоса, стала устаревать не только в лексике, но и в области синтаксических конструкций. В 1954 году в городе Нови-Саде были разработаны новые правила. Было подтверждено, что национальный язык хорватов, сербов и черногорцев един, и что нормы хорватов (на основе загребского диалекта) и сербов (на основе диалекта белградского) являются формами одного литературного языка, получившего название хорватскосербского (или сербскохорватского, причём особо подчёркивалась равноправность вариантов названия). Было одобрено создание современного хорватскосербского языка. Специально отмечалось, что следует препятствовать изменению авторских оригинальных текстов с одного алфавита на другой (предупреждение об этом выводится в Википедии и сейчас). Фундаментальный 21-томный исторический толковый «Словарь хорватского или сербского языка» был начат в 1881 году и закончен в 1959 году. Этот словарь содержит лексику хорватскосербского языка, содержит 280 тыс. слов и охватывает период с древней эпохи до середины XIX века.
16 марта 1967 года представители интеллигенции Хорватии (Мирослав Крлежа, Радослав Катичич, Томислав Ладан, Далибор Брозович) подписали «Декларацию о названии и положении хорватского литературного языка», в которой требовали равноправия уже не трёх, а четырёх языков: словенского, хорватского, сербского и македонского, а также права использовать хорватский язык во всех органах власти Социалистической Республики Хорватии. В то же самое время, главное учреждение хорватской культуры «Матица хорватская» (хорв. Matica hrvatska) отказалось закончить общий «Словарь сербскохорватского литературного и народного языка», который писался в сотрудничестве с «Матицей сербской» (серб. Матица српска), был начат за 10 лет до этого и должен был включить около 300 тыс. слов. Этой декларацией, несмотря на бурное сопротивление правительства СФРЮ в Белграде, была остановлена политика языкового объединения. Последовавшие за тем политические волнения с требованиями большей автономии Хорватии получили название «Хорватская весна».
Три хорватских лингвиста — Степан Бабич, Божидар Финка и Милан Могуш — опубликовали в 1971 году руководство по грамматике и правописанию, озаглавленное Hrvatski pravopis («Хорватская орфография»). Сам термин — вместо официального «сербскохорватский» — был вызовом югославскому федерализму. Книга была немедленно запрещена, однако одна из копий попала в Лондон, где была опубликована. В настоящее время 4-е издание книги считается стандартной грамматикой хорватского языка.
В хорватском языке сильна традиция пуризма, восходящая ещё к XIX веку (Богослав Шулек, филолог XIX века). Иностранная терминология, как правило, не заимствуется, а переводится неологизмами, образованными из славянских корней: хорв. sveučilište («всеучилище», университет) — анг. university, хорв. nogomet (футбол) — анг. football и т. п.

## Лингвистическая характеристика

### Фонетика и фонология

#### Гласные

Хорватские гласные (samoglasnici)

Вокализм хорватского языка представлен 5 гласными фонемами: i, (ī), e (ē), a (ā), o (ō), u (ū), различающимися по подъёму, по ряду (гласные заднего ряда — лабиализованные) и по краткости/долготе.

#### Просодия
Ударение в хорватском языке — динамическое, словесное ударение — музыкальное (тоническое).

## Примеры текстов
Примеры из Библии на хорватском языке.
Сотворение мира:

U početku stvori Bog nebo i zemlju.
Zemlja bijaše pusta i prazna; tama se prostirala nad bezdanom i Duh Božji lebdio je nad vodama.
I reče Bog: «Neka bude svjetlost!» I bi svjetlost.
— Быт 1:1—3
Отче наш:

Oče naš, koji jesi na nebesima,
sveti se ime Tvoje.
Dođi kraljevstvo Tvoje,
budi volja Tvoja,
kako na Nebu, tako i na Zemlji.
Kruh naš svagdašnji daj nam danas,
i otpusti nam duge naše,
kako i mi otpuštamo dužnicima našim.
I ne uvedi nas u napast,
nego izbavi nas od zla.
— Лк 11:2—4